# Gyebnár István
Gyebnár István (Budapest, 1961. december 19. –) magyar festőművész, diplomata.

## Élete
1986-ban szerzett diplomát a budapesti Közgazdaságtudományi Egyetemen, 1995-ben doktorált. 1986 óta diplomataként dolgozott. Évekig élt Berlinben, Bécsben, Londonban, Hágában, Tbilisziben, valamint Kárpátalján.

## Munkássága
Festészettel és grafikával is foglalkozó édesanyja, Fejes Gizella (1935–2022) ösztönzésére, Lóránt Zsuzsa (1946–2022) szobrászművész és Tamás Noémi (1948–2004) festőművész tanítványaként ismerkedett meg a képzőművészettel. A Dési Huber István Képzőművész Kör tagjaként rajzolni és festeni tanult. Mestere nagynénje, Bednay Éva (Eve B'ay) (1927–2017) képzőművész, akinek munkásságát gyermekkora óta végigkísérte. Meghatározó hatást gyakorolt rá, s a nonfigurális absztrakció irányába tereli Rác András (1926–2013) és Bednay Dezső (1923–2013), valamint békéscsabai unokatestvére, Gubis Mihály (1948–2006) művészete. Pályája során keresi a művészet és a diplomácia összekapcsolásának, az emberi kapcsolatok építésére történő felhasználásának a lehetőségeit.
Utazásai során fotózással, majd Magyarországon képzőművészeti publicisztikával kezdett foglalkozni. A fotózást a festészet alternatívájaként kezeli és a vizuális kommunikáció nélkülözhetetlen kiegészítő eszközének tartja. Műgyűjtőként is tevékenykedik, különös tekintettel a XX. század utolsó évtizedeinek magyar képzőművészetét reprezentáló művészekre és alkotásaikra.
Képeit számos európai városban bemutatta. 2009-ben nagyszabású kiállítása volt a rotterdami Goethe Intézetben, Magyarországon csoportos kiállításokon szerepelt. Többnyire absztrakt, figurális és non-figurális elemeket kombináló olajfestményeit, olajpasztelljeit és főleg Grúziában készült tájképeit általában különleges forma- és érzelemvilág, valamint környezetünk jelenségeire való reflexiók és elvont gondolatiság jellemzi.    
Beregszászon a kortárs festészetet és szobrászatot bemutató kiállítássorozatot szervezett a Kárpátaljai Magyar Képző- és Iparművészek Révész Imre Társasága tagjainak (RIT), hozzájárult képzőművészeti alkotótáborok megvalósításához.https://kiszo.net/2023/03/26/tisztelet-a-karpataljai-festoknek/ Szoros kapcsolatot, együttműködést alakított ki vezető kárpátaljai képzőművészekkel, többek között Erfán Ferenccel, Kopriva Attilával és Matl Péterrel.

## Források

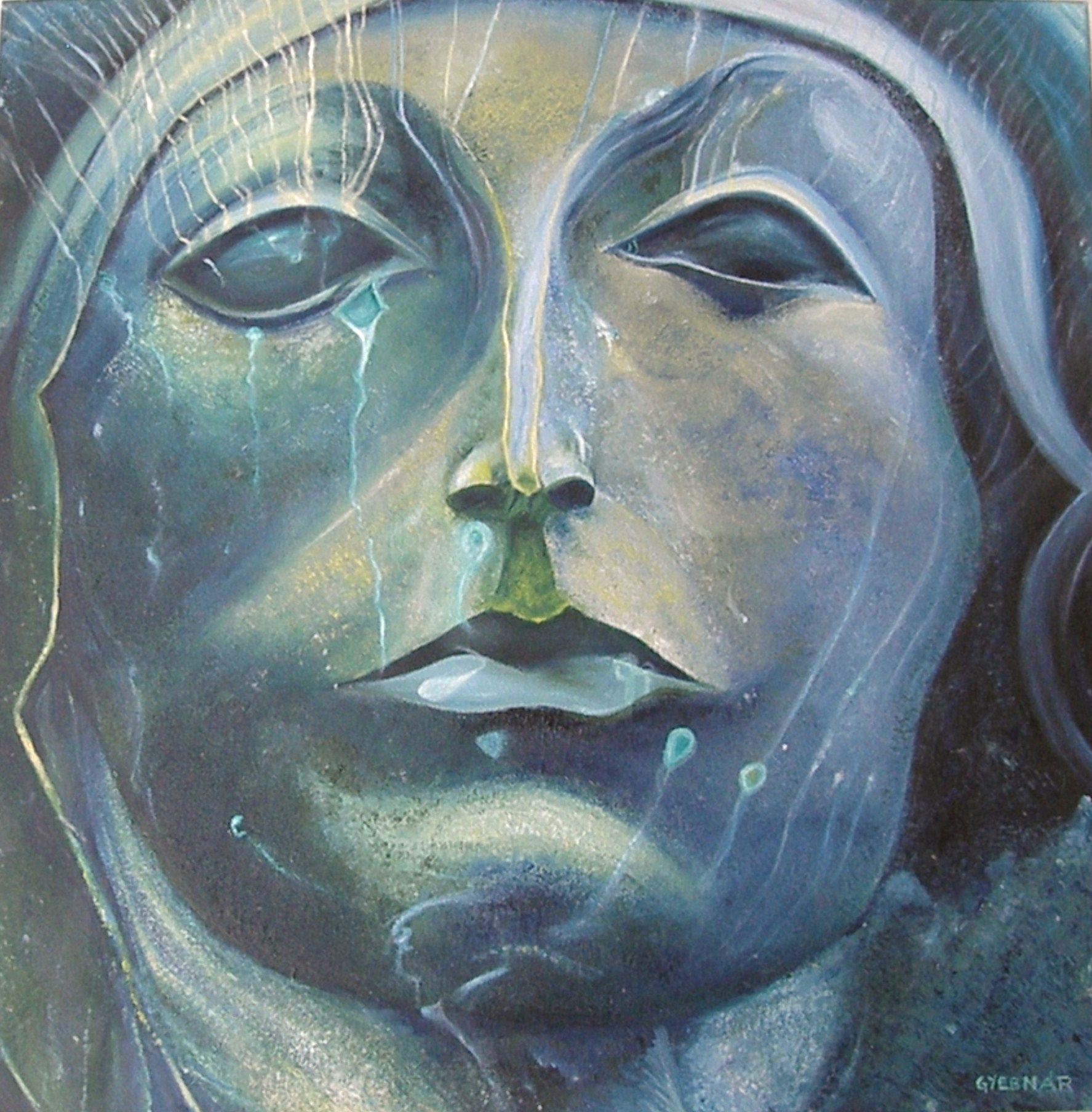
Gyebnár István: Győzelem; olajfestmény; 60×60 cm

Gyebnár István: Ábránd; olajfestmény; 50×40 cm